# NGC 7537
NGC 7537 is een spiraalvormig sterrenstelsel in het sterrenbeeld Vissen. Het hemelobject werd op 30 augustus 1785 ontdekt door de Duits-Britse astronoom William Herschel.

## Synoniemen
- UGC 12442
- MCG 1-59-16
- ZWG 406.28
- KUG 2312+042
- KCPG 578A
- PGC 70786